# Villardiegua de la Ribera
Villardiegua de la Ribera è un comune spagnolo di 154 abitanti situato nella comunità autonoma di Castiglia e León.